# Nikola Aćin
Nikola Aćin (serbiska: Никола Аћин), född 19 december 1999, är en serbisk simmare.

## Karriär
Vid EM 2024 i Belgrad var Aćin en del av Serbiens lag som tog guld på 4×100 meter frisim.